# André Goirand
André Goirand est un homme politique français né le 3 avril 1879 à Paris et décédé le 28 avril 1962 à Paris.

## Biographie
Fils de Léon Goirand, avoué à la Cour d'appel de Paris, et de Charlotte Angèle Lignereux, il est le beau-père d'Étienne Dailly.
Avocat, puis avoué près la Cour d'appel de Paris, il entre en politique en 1924, à la suite de son oncle, Léopold Goirand, comme député radical des Deux-Sèvres. Dès 1927, il entre au Sénat où il siège jusqu'en 1940. Le 10 juillet 1940, il vote les pleins pouvoirs au maréchal Pétain et se retire de la vie politique.

## Sources
- « André Goirand », dans le Dictionnaire des parlementaires français (1889-1940), sous la direction de Jean Jolly, PUF, 1960 [détail de l’édition]